# Adrian Lulgjuraj
Adrian Lulgjuraj (czarnog. Адријан Љуљђурај, ur. 19 sierpnia 1980 w Ulcinju) – albański wokalista rockowy i autor tekstów, reprezentant Albanii podczas 58. Konkursu Piosenki Eurowizji w 2013 roku.

## Życiorys
Lulgjuraj urodził się w rodzinie czarnogórskich Albańczyków w Ulcinju. Ukończył prawo w Prisztinie w wieku 26 lat i od tego momentu startował w wielu programach muzycznych i festiwalach. Założył też zespół The Sexy Very Much Band. Występował także w zespołach Art Trio Band i Generation 5. W 2012 wygrał 9. edycję Top Fest w kategorii najlepszy wokalista, wykonując utwór „Evoloj”.
W grudniu 2012 roku wygrał Festivali i Këngës z utworem „Identitet”, wykonanym w duecie z Bledarem Sejko, z którym został reprezentantem Albanii podczas 58. Konkursu Piosenki Eurowizji w 2013 roku. Wystąpili w drugim półfinale imprezy z czternastym numerem startowym i zdobyli łącznie 31 punktów, które zapewniło im zajęcie 15. miejsca, niekwalifikującego ich do stawki finałowej.
W grudniu 2015 roku ponownie weźmie udział w festiwalu Festivali i Këngës, tym razem wykonując utwór „Jeto dhe ëndërro”.

## Dyskografia

### Single
- 2011: „Të mori një det”
- 2012: „Evoloj”
- 2012: „Identitet” (z Bledarem Sejko)